# Nivaldo (football, 1988)
Pour les articles homonymes, voir Nivaldo.
Nivaldo Alves Freitas Santos, né le 10 juillet 1988 à São Nicolau, est un footballeur international cap-verdien. Il évolue au poste d'arrière gauche dans le club portugais de l'Anadia FC.

## Biographie
Nivaldo est formé au Cap-Vert, avant d’arriver sur le continent européen en 2006 dans le centre de formation de l’Académica de Coimbra. Après une saison en U-19, il tente sa chance auprès de divers clubs de troisième division portugaise, avant de revenir dans le club de Coimbra, où il signe un contrat jusqu’en juin 2014. En 2013, il part au FK Teplice, en République tchèque.
Après une sélection nationale avec les U-21 du Cap-Vert, il étrenne sa première cape avec les seniors le 3 septembre 2011, lors des qualifications pour la CAN face au Mali.

## Statistiques

### Club
| Championnats | Championnats         | Championnats   | Championnats | Championnats | Coupes nationales | Coupes nationales | Coupes continentales | Coupes continentales | Sélection Cap-Vert | Sélection Cap-Vert | Total | Total |
| Saison       | Club                 | Pays           | Matches      | Buts         | M                 | B                 | M                    | B                    | M                  | B                  | M     | B     |
| ------------ | -------------------- | -------------- | ------------ | ------------ | ----------------- | ----------------- | -------------------- | -------------------- | ------------------ | ------------------ | ----- | ----- |
| 2007-08      | CF Caniçal           | III Divisão    | 13           | 0            | 0                 | 0                 | 0                    | 0                    | 1                  | 0                  | 14    | 0     |
| 2008-09      | CD Fátima            | III Divisão    | 8            | 0            | 2                 | 0                 | 0                    | 0                    | 1                  | 0                  | 11    | 0     |
| 2009-10      | GD Ribeirão          | III Divisão    | 24           | 2            | 1                 | 0                 | 0                    | 0                    | 0                  | 0                  | 25    | 2     |
| 2010-11      | GD Tourizense        | III Divisão    | 30           | 2            | 4                 | 0                 | 0                    | 0                    | 0                  | 0                  | 34    | 2     |
| 2011-12      | Académica de Coimbra | I Divisão      | 12           | 0            | 2                 | 0                 | 0                    | 0                    | 3                  | 0                  | 17    | 0     |
| 2012-13      | Académica de Coimbra | I Divisão      | 7            | 0            | 4                 | 1                 | 4                    | 0                    | 8                  | 0                  | 23    | 1     |
| 2013-14      | FK Teplice           | Gambrinus liga | 29           | 5            | 1                 | 0                 | 0                    | 0                    | 3                  | 0                  | 33    | 5     |
| 2014-15      | FK Teplice           | Gambrinus liga | 19           | 3            | 1                 | 1                 | 0                    | 0                    | 5                  | 0                  | 25    | 4     |
| Total        | Total                | Total          | 140          | 11           | 16                | 2                 | 4                    | 0                    | 21                 | 0                  | 182   | 17    |

| Date              | Club                 | Compétition  | Adversaire        | Résultat | Tps de jeu | Buts |
| ----------------- | -------------------- | ------------ | ----------------- | -------- | ---------- | ---- |
| 20 septembre 2012 | Académica de Coimbra | Ligue Europa | FC Viktoria Plzeň | 3-1      | 90         | 0    |
| 25 octobre 2012   | Académica de Coimbra | Ligue Europa | Atlético Madrid   | 2-1      | 90         | 0    |
| 8 novembre 2012   | Académica de Coimbra | Ligue Europa | Atlético Madrid   | 2-0      | 90         | 0    |
| 6 décembre 2012   | Académica de Coimbra | Ligue Europa | Hapoël Tel-Aviv   | 2-0      | 71         | 0    |

### Sélection nationaleCap-Vert
| Sélections | Date             | Stade                                      | Adversaire         | Résultat | Minutes | Compétition      | Buts | Capitaine | Club              |
| ---------- | ---------------- | ------------------------------------------ | ------------------ | -------- | ------- | ---------------- | ---- | --------- | ----------------- |
| 1          | 3 septembre 2011 | Stade omnisports Modibo-Keïta, Bamako      | Mali               | 3 – 0    | 90 min  | Qualifs CAN 2013 | 0    | Non       | Académica Coimbra |
| 2          | 8 octobre 2011   | Estádio da Várzea, Praia                   | Zimbabwe           | 2 – 1    | 90 min  | Qualifs CAN 2013 | 0    | Non       | Académica Coimbra |
| 3          | 16 juin 2012     | Estádio da Várzea, Praia                   | Madagascar         | 3 – 1    | 90 min  | Qualifs CAN 2013 | 0    | Non       | Académica Coimbra |
| 4          | 14 octobre 2012  | Stade Omnisports Ahmadou-Ahidjo, Yaoundé   | Cameroun           | 2 – 1    | 90 min  | Qualifs CAN 2013 | 0    | Non       | Académica Coimbra |
| 5          | 14 novembre 2012 | Estádio Universitário de Lisboa, Lisbonne  | Ghana              | 0 – 1    | 90 min  | Amical           | 0    | Non       | Académica Coimbra |
| 6          | 9 janvier 2013   | Estádio Algarve, São João da Venda         | Nigeria            | 0 – 0    | 45 min  | Amical           | 0    | Non       | Académica Coimbra |
| 7          | 19 janvier 2013  | FNB Stadium, Johannesburg                  | Afrique du Sud     | 0 – 0    | 90 min  | CAN 2013         | 0    | Non       | Académica Coimbra |
| 8          | 23 janvier 2013  | Stade Moses-Mabhida, Durban                | Maroc              | 1 – 1    | 90 min  | CAN 2013         | 0    | Non       | Académica Coimbra |
| 9          | 2 février 2013   | Nelson Mandela Bay Stadium, Port Elizabeth | Ghana              | 2 – 0    | 90 min  | CAN 2013         | 0    | Non       | Académica Coimbra |
| 10         | 24 mars 2013     | Nuevo Estadio de Malabo, Malabo            | Guinée équatoriale | 4 – 3    | 81 min  | Qualifs CdM 2014 | 0    | Non       | Académica Coimbra |
| 11         | 8 juin 2013      | Estádio da Várzea, Praia                   | Guinée équatoriale | 2 – 1    | 90 min  | Qualifs CdM 2014 | 0    | Non       | Académica Coimbra |
| 12         | 15 juin 2013     | Estádio da Várzea, Praia                   | Sierra Leone       | 1 – 0    | 90 min  | Qualifs CdM 2014 | 0    | Non       | Académica Coimbra |
| 13         | 7 septembre 2013 | Stade olympique de Radès, Radès            | Tunisie            | 0 – 2    | 90 min  | Qualifs CdM 2014 | 0    | Non       | FK Teplice        |
| 14         | 5 mars 2014      | Stade Josy Barthel, Luxembourg             | Luxembourg         | 0 – 0    | 90 min  | Amical           | 0    | Non       | FK Teplice        |

## Palmarès
- Fátima
  - Vainqueur de la Segunda Divisão B (3e division) : 2009

- Académica de Coimbra
  - Vainqueur de la Coupe du Portugal : 2012